# Dirhinus lakhimpuriensis
Dirhinus lakhimpuriensis är en stekelart som beskrevs av Husain och Agarwal 1981. Dirhinus lakhimpuriensis ingår i släktet Dirhinus och familjen bredlårsteklar. Inga underarter finns listade i Catalogue of Life.